# Милица Николаевна
Милица Николаевна (14 юли 1866 – 5 септември 1951) е черногорска принцеса и велика руска княгиня, съпруга на великия княз Петър Николаевич, внук на руския император Николай I.

## Биография
Милица Николаевна е родена на 14 юли 1866 в Цетине, Черна Гора, като принцеса Милица Петрович Негошина. Тя е дъщеря на черногорския крал Никола Петрович Негош и съпругата му Милена Вукотич.
На 26 юли 1889 г. Милица се омъжва за великия княз Петър Николаевич в Санкт Петербург. Двамата имат четири деца:
- княгиня Марина Петровна
- княз Роман Петрович
- княгиня Надежда Петровна
- княгиня София Петровна

Милица Николаевна умира на 5 септември 1951 г. в Александрия, Египет на 85 години.